# جسر بوابة الجحيم
جسر بوابة الجحيم أو جسر هيل غيت (بالإنجليزيَّة: The Hell Gate Bridge) (في الأصل كان يُدعى جسر نيويورك المتصل للسكك الحديدية) هو جسر للسكك الحديدية في مدينة نيويورك، ولاية نيويورك، الولايات المتحدة. يحمل الجسر مسارين من الممر الشمالي الشرقي لشركة أمتراك ومسار شحن واحد بين أستوريا، كوينز، وبورت موريس، برونكس، عبر جزر راندالز وواردز. يبلغ طوله الرئيسي 1,017-قدم (310 م) الصلب من خلال القوس عبر بوابة الجحيم، وهو مضيق النهر الشرقي الذي يفصل جزيرة واردز عن كوينز. يشتمل الجسر أيضًا على العديد من جسور الاقتراب وامتدادين عبر الممرات المائية الأصغر. بما في ذلك الطرق، يبلغ طول الجسر 17,000 قدم (5,200 م) طويلة. إنها واحدة من خطوط السكك الحديدية القليلة من لونغ آيلاند ، والتي تعد كوينز جزءًا منها، إلى بقية الولايات المتحدة.

## تطوير

### تخطيط
في نهاية القرن التاسع عشر، لم يكن هناك اتصال مباشر بالسكك الحديدية بين منطقتي نيو إنجلاند ونيوجيرسي، ولا بين لونغ آيلاند وبقية الولايات المتحدة القارية. وكان على القطارات التي تسافر بين أي من هذه المواقع استخدام الصنادل، التي كانت تعبر الممرات المائية المزدحمة في مدينة نيويورك. حفزت هذه الجهود لربط خط سكة حديد بنسلفانيا (PRR)، الذي كان يعمل في نيوجيرسي وولايات أخرى، مع خط سكة حديد نيويورك ونيو هيفن وهارتفورد (نيو هيفن، نيو هامبشاير)، الذي كان يعمل في نيو إنجلاند. في ذلك الوقت، كان لدى نيو هامبشاير محطة شحن في بورت موريس، برونكس، حيث تنقل عربات السكك الحديدية عبر النهر الشرقي إلى مانهاتن أو نيوجيرسي.
على الرغم من أن أنفاق نهر الشمال وأنفاق النهر الشرقي التابعة لـ PRR (التي اكتمل بناؤها في عام 1910) قد سمحت لقطارات الركاب بالسفر بين لونغ آيلاند ونيوجيرسي، إلا أنه لا يوجد خط سكة حديد حتى الآن بين لونغ آيلاند ونيو إنغلاند. كان على الركاب الذين يسافرون على طول الممر الشمالي الشرقي الحديث ركوب العبارة من نيوجيرسي والسير عبر مانهاتن إلى محطة غراند سنترال ، أو العكس، لمواصلة رحلتهم.

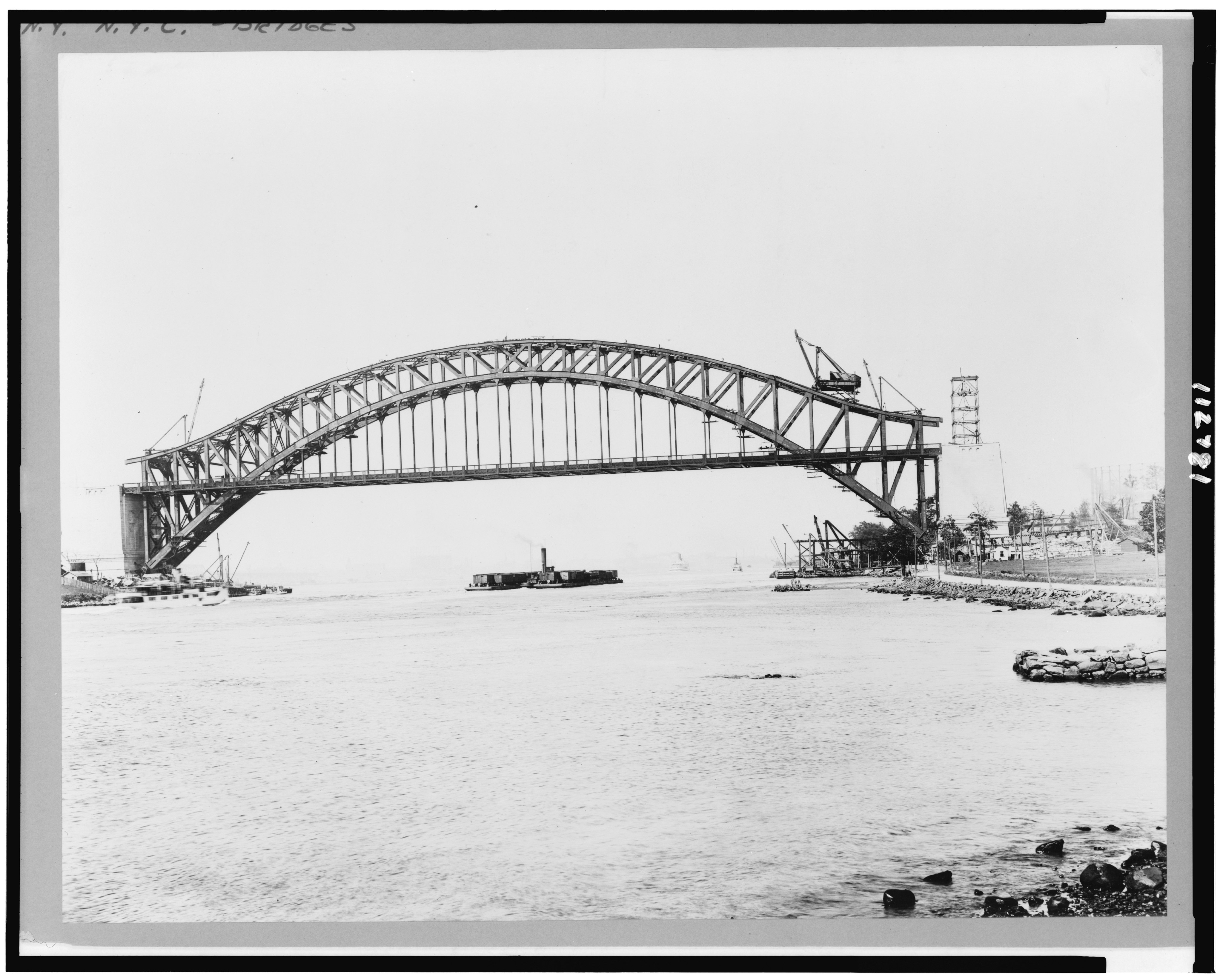
قوس الامتداد الرئيسي، كما تمت الموافقة عليه في النهاية

## وصف
كان جسر بوابة الجحيم يُعرف في الأصل باسم جسر السكك الحديدية المتصل بنيويورك أو باسم قسم جسر النهر الشرقي. وتتكون من خمسة امتدادات تربط أحياء مدينة نيويورك في برونكس من الشمال مع كوينز من الجنوب. ثلاثة من الامتدادات تعبر بوابة الجحيم، وبوابة الجحيم الصغيرة، وممرات برونكس كيل المائية، بينما يمتد الامتدادان الآخران فوق جزر راندالز وواردز. بما في ذلك جسور الاقتراب في برونكس وكوينز، يتكون جسر بوابة الجحيم من سبعة أقسام. جنبًا إلى جنب مع الطرق، تم الاستشهاد بالجسر على أنه يبلغ 15,840 قدم (3.0 ميل؛ 4.8 كـم)، أكثر من 17,000 قدم (3.2 ميل؛ 5.2 كـم)، أو 3.38 ميل (17,800 قدم؛ 5.44 كـم) طويلة. كان جوستاف ليندنثال كبير مهندسي الجسر.  وساعده المهندسان أوثمار أمان وديفيد ب.ستينمان. بالإضافة إلى ذلك، كان هنري هورنبوستيل هو مهندس الجسر.

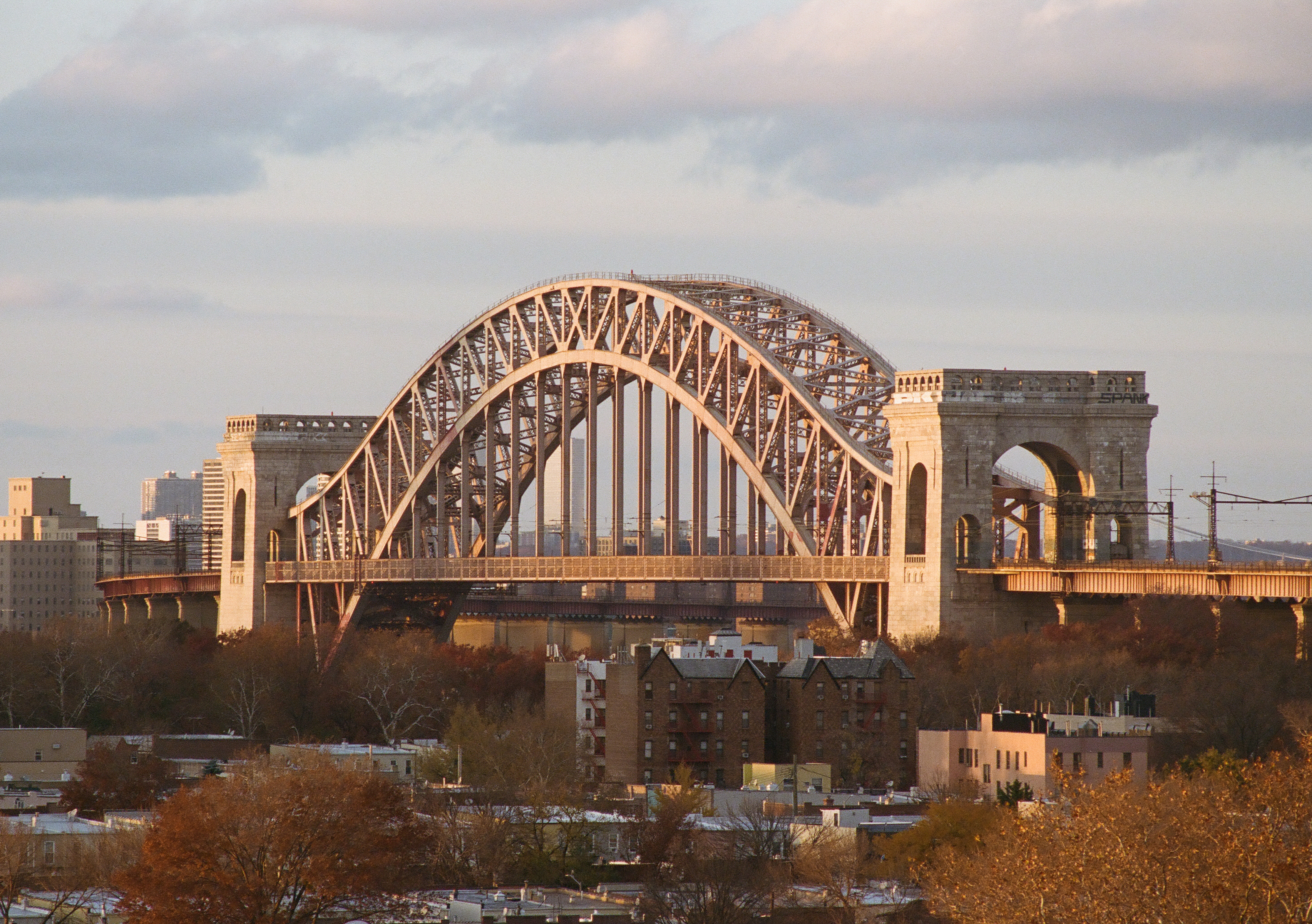
الامتداد الرئيسي كما يُرى من الشرق في كوينز

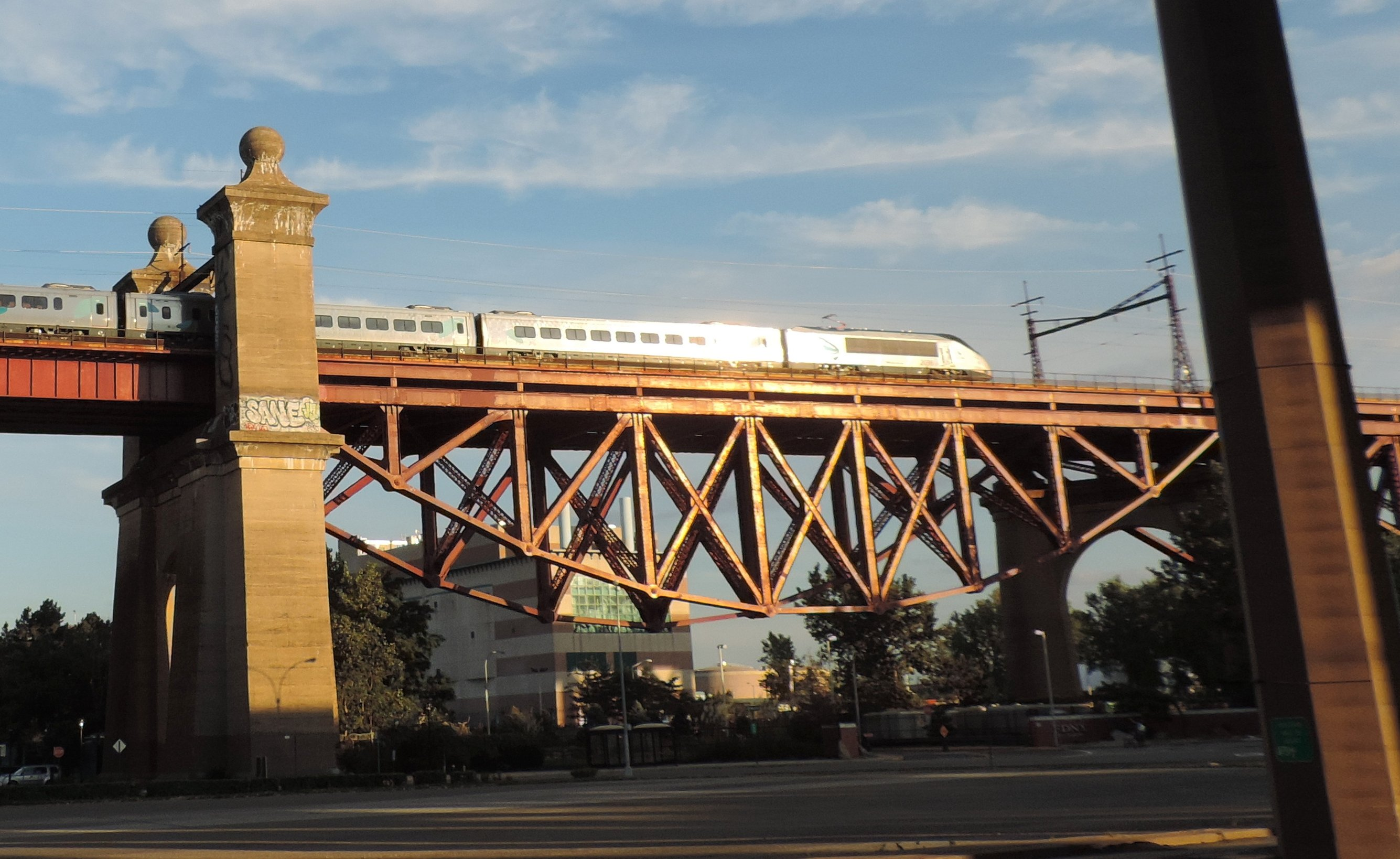
نطاق بوابة الجحيم الصغيرة

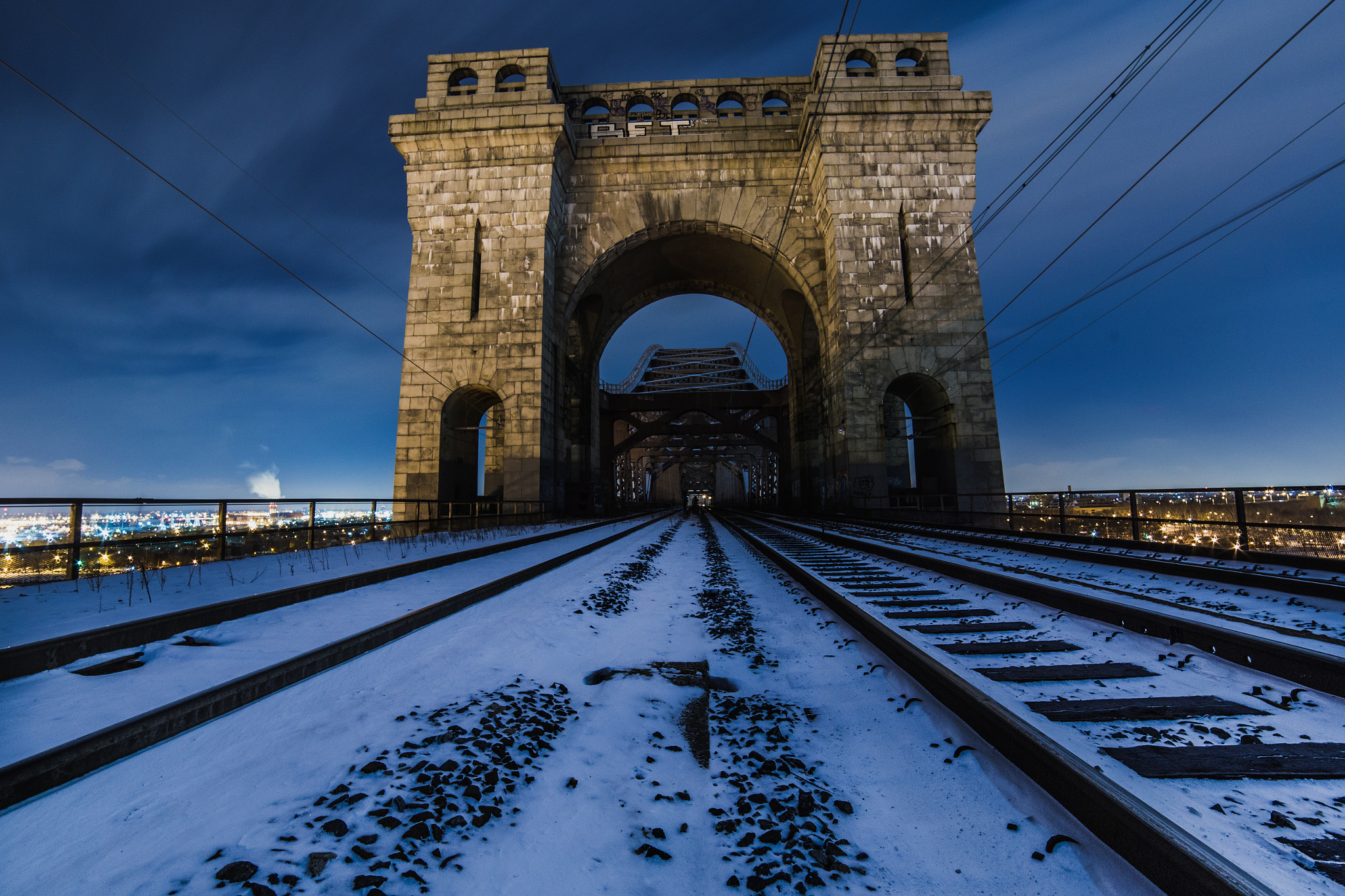
سطح الجسر الرئيسي في الشِّتاء

## أنظر أيضا
- نيويورك